# 松平保定
松平 保定（まつだいら もりさだ、1926年（大正15年）8月19日 - 2011年（平成23年）8月9日）は、日本の実業家で会津松平家の13代目当主、旧華族（子爵）である。東京出身。松平保男の次男。生母は水野忠敬の娘・進子。息子は松平保久（NHKエンタープライズプロデューサー）。孫である親保は保久の長男。
1944年、父の死去に伴い18歳で爵位を継承した。1945年、財団法人会津保松会（現・会津松平家奉賛会）設立の際に名誉顧問となり、会津藩主松平家墓所（院内御廟）や御薬園の維持・管理を行った。大学卒業後は農林中央金庫に29年間勤務した。定年退職後、松平永芳が靖国神社の宮司を退任するに当たり、その後任の打診があった。初めは受ける気だったが、旧会津家臣の意見もあって「賊軍とされた会津の戦死者が祀られていないのに、会津人として受けるわけにはいかない」として断った。1989年の昭和天皇崩御の際には、大葬祭官に任命された。2011年8月9日、肺炎のため死去。84歳没。